# Cuerpo a cuerpo (álbum de Sangre Azul)
Cuerpo a Cuerpo es el segundo álbum de la banda española de hard rock Sangre Azul, editado en 1988 por Hispavox. 
Siguen la línea del anterior pero con composiciones mejores y con un sonido más orientado al Hard rock Americano que el anterior, los teclados toman algo más de protagonismo. Este álbum contiene su única canción instrumental, Alejandría. 
En este tiempo Sangre Azul se instalaban en el trono del hard rock en España. Poco después de la publicación de este disco, la banda veía cómo J.A. Martín abandonaba el proyecto que él mismo ayudó a fundar.

## Temas
1. No eres nadie 4:32
2. Cuerpo a cuerpo 4:00
3. Nacido para ganar 3:50
4. Dueño y señor 5:20
5. Si tú te vas 3:45
6. Mil y una noches 3:58
7. Noche de acción 4:34
8. Síguelo 3:52
9. Dame tu amor 4:14
10. Alejandría (instrumental) 4:15

## Músicos
- Tony: Voz
- Carlos Raya: Guitarra
- J. A. Martín: Guitarra
- Julio Díaz: Bajo
- Luis Santurde: Batería